# Pseudonautia rubida
Pseudonautia rubida är en insektsart som beskrevs av Marius Descamps 1983. Pseudonautia rubida ingår i släktet Pseudonautia och familjen Romaleidae. Inga underarter finns listade i Catalogue of Life.